# Piknik pod Wiszącą Skałą (Mięguszowiecki Szczyt)

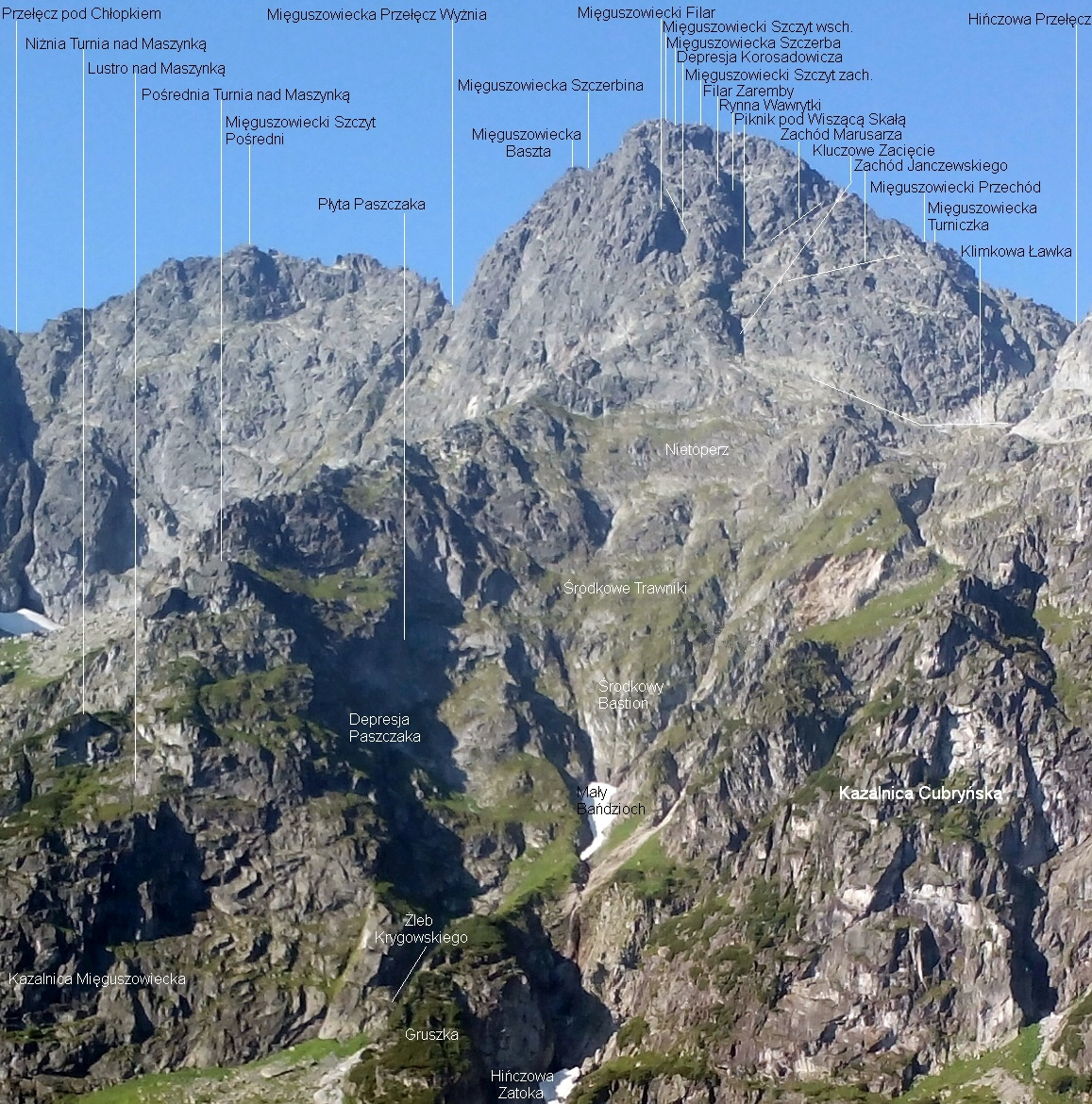
Formacje skalne na północnej ścianie Mięguszowieckiego Szczytu

Piknik pod Wiszącą Skałą – położona na wysokości 2334 m duża  nyża w górnej części północnej ściany Mięguszowieckiego Szczytu (2439 m) w polskich Tatrach Wysokich. Znajduje się w odległości około 30 m na wschód od Białego Siodełka i w podobnej odległości od rozgałęzienia Zachodu Janczewskiego i Zachodu Marusarza. Nad nyżą zwisają skały Filaru Zaremby, którego dolny koniec tworzy tutaj przewieszenie. 
Autorem nazwy nyży jest Władysław Cywiński. Na Pikniku pod Wiszącą Skałą krzyżują się warianty dróg wspinaczkowych na Mięguszowiecki Szczyt. Można z niego także zejść do Małego Bandziocha lub Klimkową Ławką przejść do Wielkiej Galerii Cubryńskiej. 